# Белянка (Горлицкий повет)

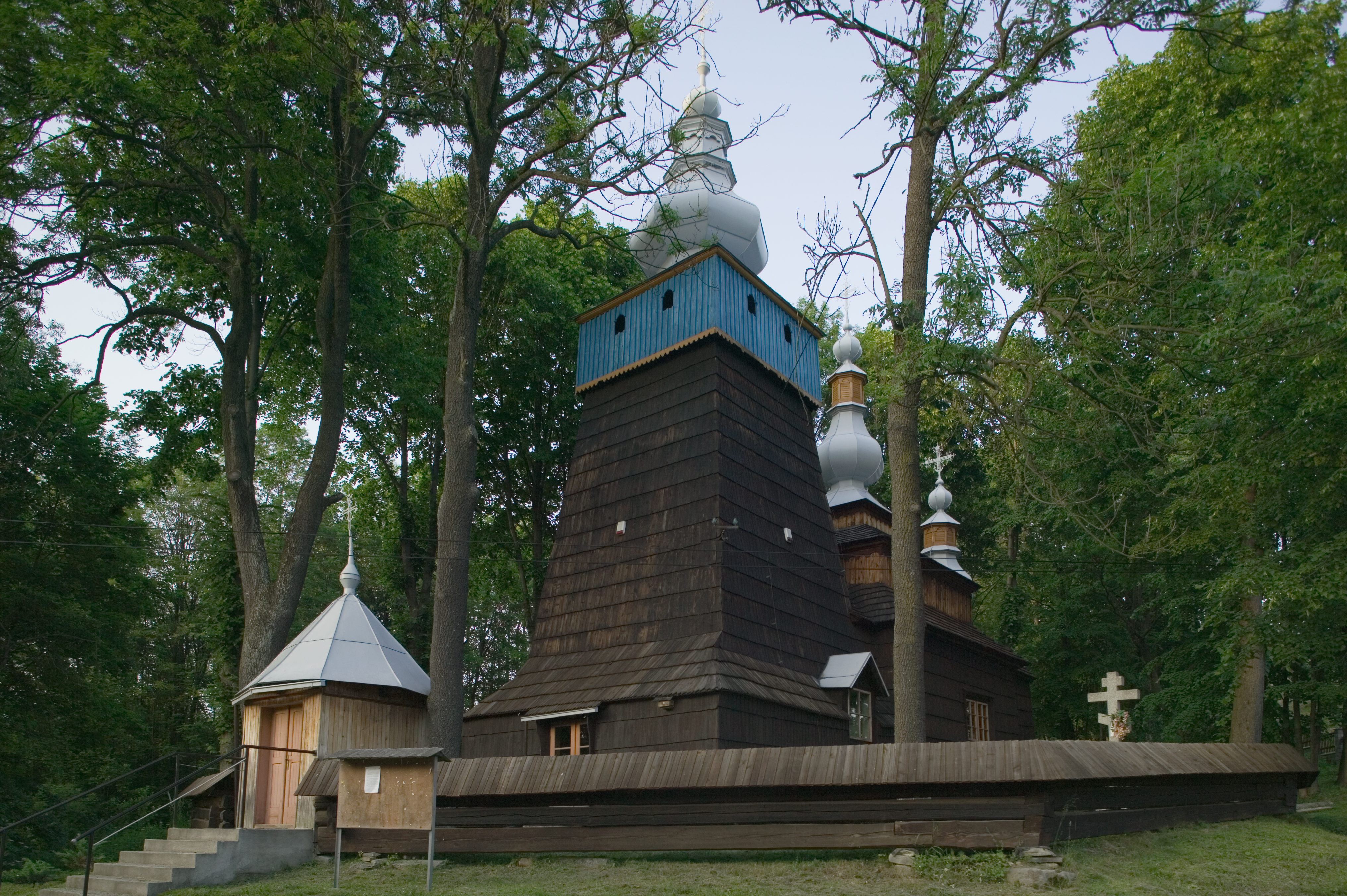
Грекокатолическая церковь Покрова Пресвятой Богородицы

Беля́нка (пол. Bielanka, русин. Білянка) — село в Польше в гмине Горлице Горлицкого повета Малопольского воеводства.

## География
Село находится в 7 км от административного центра гмины города Горлице и 100 км от центра воеводства города Краков. В 5 км в южном направлении от села проходит дорога № 28 Новы-Сонч-Горлице.

## История

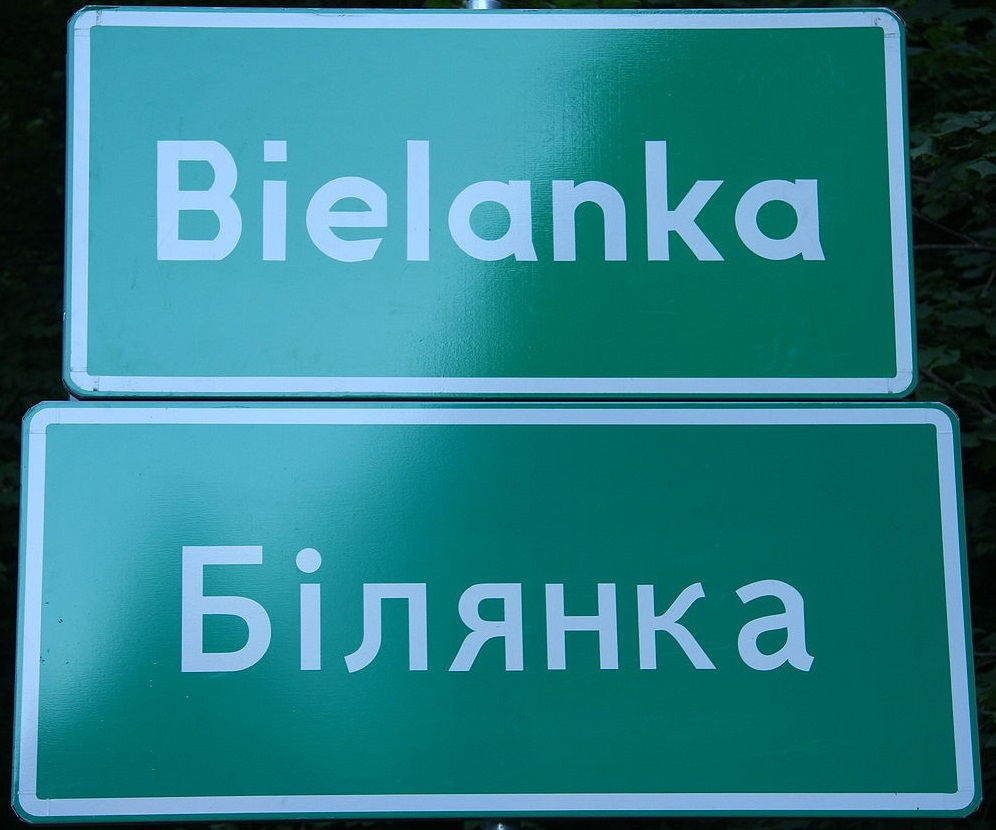
Дорожный указатель

В первой половине XIV века польский король Казимир Великий подарил земли около реки Ропа польскому рыцарю Павлу Гладышу герба Гриф. Эти земли в последующее время носили название «Dominum Ropae». Родовым гнездом Гладышев было село Шимбарк, где находилась их усадьба. В XV веке сын Павла Гладыша Ян основал у подножия гор Мейска-Гура и Бартна-Гура село Белянка. В 1611 году Белянка перешла в собственность шляхетского рода Стронских. В последующие время село было во владении родов Седлецких и Брониковских.
Во второй половине XVIII века в окрестностях Белянки находился лагерь Барской конфедерации под управлением Казимира Пулавского.
В 1773 году в Белянке была построена грекокатолическая церковь Покрова Пресвятой Богородицы.
В средние века жители села занимались производством стекла и различных мазей на основе дёгтя, которые использовались в народной медицине.

## Население
В селе проживают 193 человек, большинство которых являются лемками. Белянка является одним из немногих сохранившихся лемковских сёл на Лемковщине. Жители села были первыми в современной Польше, потребовавшими установить дорожный указатель на русинском языке.

## Достопримечательности
- Церковь Покрова Пресвятой Богородицы — памятник культуры Малопольского воеводства[4].
- Музей лемковского ремесла имени Стефана Черхоняка.
- Православная церковь Покрова Пресвятой Богородицы и Почаевской иконы Божией Матери — новая церковь, строительство которой началось в 2012 году.